# Leucoloma membranaceum
Leucoloma membranaceum är en bladmossart som beskrevs av La Farge-England 2002 [2003. Leucoloma membranaceum ingår i släktet Leucoloma och familjen Dicranaceae. Inga underarter finns listade i Catalogue of Life.